# Campodorus atrofemorator
Campodorus atrofemorator là một loài tò vò trong họ Ichneumonidae.